# Bahnstrecke Alcamo Diramazione–Trapani
| Bahnhof Trapani 2010 |                      |                                          |                                   |
| |                      |                                          |                                   |
| Streckennummer (RFI): | 158                  |                                          |                                   |
| Kursbuchstrecke (IT): | 388                  |                                          |                                   |
| Streckenlänge: | 53,3 km              |                                          |                                   |
| Spurweite: | 1435 mm (Normalspur) |                                          |                                   |
| Maximale Neigung: | 19 ‰                 |                                          |                                   |
| Minimaler Radius: | 300 m                |                                          |                                   |
| Streckengeschwindigkeit: | 90 km/h              |                                          |                                   |
| |                      |                                          |                                   |
| \| \| \| von Palermo \| \| \| \| 73,227 \| Alcamo Diramazione \| 40 m \| \| \| 73,5 \| nach Trapani (über Castelvetrano) \| nach Trapani (über Castelvetrano) \| \| \| 81,360 \| Calatafimi \| 160 m \| \| \| 81,5 \| nach Calatafimi und Santa Ninfa \| nach Calatafimi und Santa Ninfa \| \| \| 82,9 \| A29dir \| A29dir \| \| \| 87,450 \| Segesta Tempio \| 243 m \| \| \| 90,687 \| Bruca bis 2002 PV[2] \| 283 m \| \| \| 95,1 \| Ummari bis 2001 PV,[3] 2002 stillg.[2] \| 228 m \| \| \| 97,7 \| Borgo Bassi \| Borgo Bassi \| \| \| 102,278 \| Fulgatore bis 2002 PV[2] \| 164 m \| \| \| 108,3 \| Dattilo-Napola bis 2001 PV,[3] 2002 stillg.[2] \| 134 m \| \| \| \| A29dir \| \| \| \| 114,151 \| Milo bis 2002 Bahnhof[2] \| 24 m \| \| \| 118,7187,6 \| von Alcamo (über Castelvetrano) \| von Alcamo (über Castelvetrano) \| \| \| 189,345 \| Trapani \| Trapani \| |                      |                                          |                                   |
| Strecke |                      | von Palermo                              | von Palermo                       |
| Bahnhof | 73,227               | Alcamo Diramazione                       | 40 m                              |
| Abzweig geradeaus und nach links | 73,5                 | nach Trapani (über Castelvetrano)        | nach Trapani (über Castelvetrano) |
| Bahnhof | 81,360               | Calatafimi                               | 160 m                             |
| Abzweig geradeaus und ehemals nach links | 81,5                 | nach Calatafimi und Santa Ninfa          | nach Calatafimi und Santa Ninfa   |
| Strecke mit Straßenbrücke | 82,9                 | A29dir                                   | A29dir                            |
| Haltepunkt / Haltestelle | 87,450               | Segesta Tempio                           | 243 m                             |
| Dienststation / Betriebs- oder Güterbahnhof | 90,687               | Bruca bis 2002 PV                        | 283 m                             |
| ehemaliger Haltepunkt / Haltestelle | 95,1                 | Ummari bis 2001 PV, 2002 stillg.         | 228 m                             |
| ehemaliger Haltepunkt / Haltestelle | 97,7                 | Borgo Bassi                              | Borgo Bassi                       |
| Dienststation / Betriebs- oder Güterbahnhof | 102,278              | Fulgatore bis 2002 PV                    | 164 m                             |
| ehemaliger Bahnhof | 108,3                | Dattilo-Napola bis 2001 PV, 2002 stillg. | 134 m                             |
| Strecke mit Straßenbrücke |                      | A29dir                                   | A29dir                            |
| Dienststation / Betriebs- oder Güterbahnhof | 114,151              | Milo bis 2002 Bahnhof                    | 24 m                              |
| Abzweig geradeaus und von links | 118,7187,6           | von Alcamo (über Castelvetrano)          | von Alcamo (über Castelvetrano)   |
| Kopfbahnhof Streckenende | 189,345              | Trapani                                  | Trapani                           |

Die Bahnstrecke Alcamo–Trapani stellt eine Abkürzung zur über Castelvetrano führenden Bahnstrecke Palermo–Trapani im Nordwesten Siziliens dar. Sie weist aufgrund ungünstiger topografischer Verhältnisse eine Vielzahl von Kunstbauwerken auf. Die ehemalige Hauptstrecke wurde bereits 1880 eröffnet, war aber weit von der Luftlinie entfernt. Erst am 15. September 1937 wurde von den Ferrovie dello Stato (FS) die Strecke durch das Hügelland eröffnet. Durch die Abkürzung wurde die alte Strecke auf den Einsatz von Nahverkehrszügen beschränkt. Wenige Kilometer vor Trapani führen beide Strecken von Süden kommend wieder zusammen. Über eine weite Strecke verläuft die Autostrada A29 dir parallel zur Bahnstrecke. 1953 benötigte ein Schnellzug für die alte Strecke mehr als zwei Stunden, für die neue Strecke etwa 50 Minuten. Heute beträgt die Fahrzeit 45 Minuten.

## Strecke

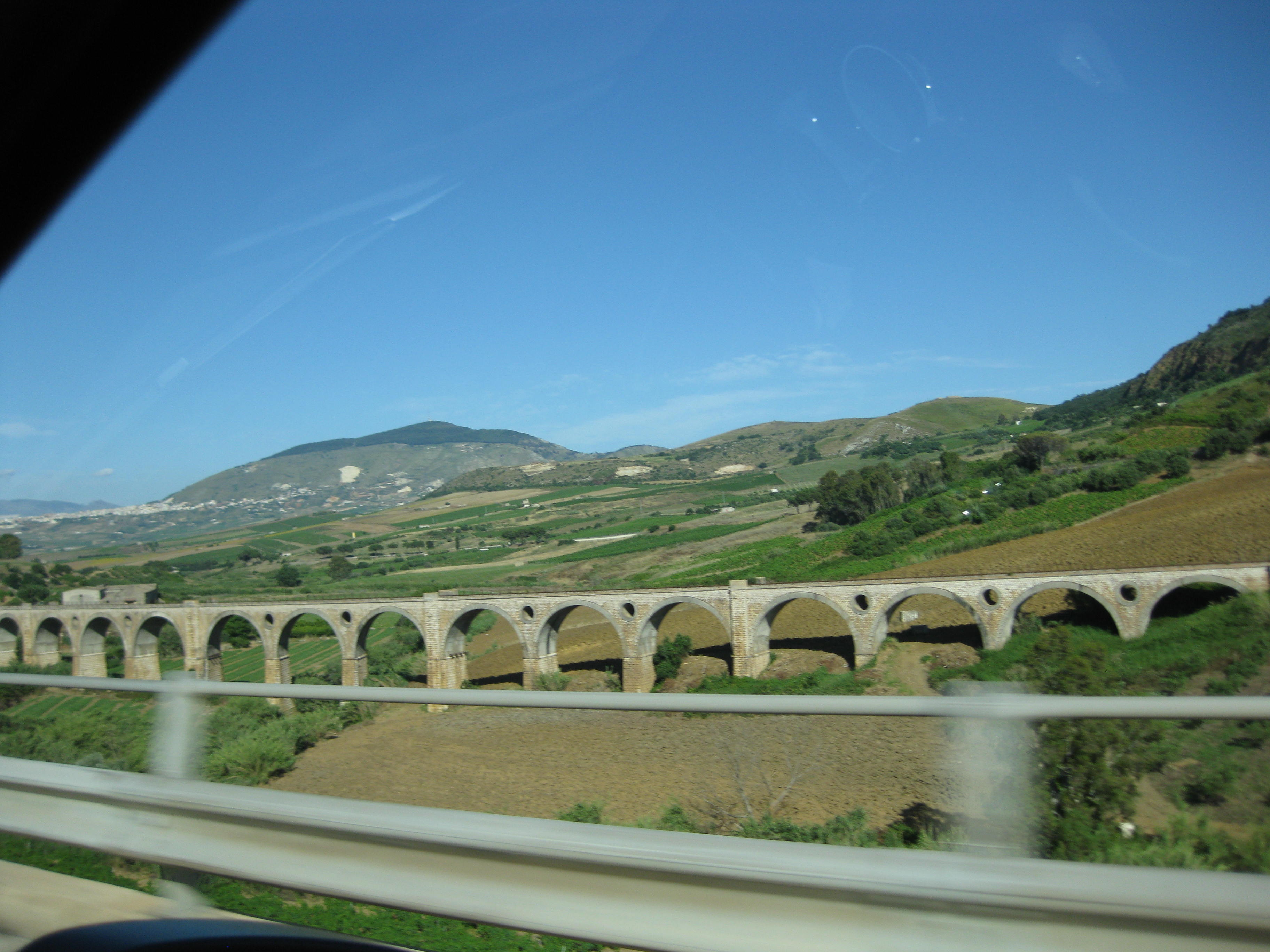
Brücke zwischen Alcamo und Calatafimi

In den letzten Jahren wurde die Strecke zum Teil mit EU-Fördermitteln saniert und dürfte heute im besten Zustand seit ihrem Bestehen sein. Gleichzeitig wurden wenig frequentierte Haltepunkte geschlossen, was sowohl die Kosten reduzierte als auch die Fahrgeschwindigkeit erhöhte. Der Einsatz neuer Triebfahrzeuge hat die Akzeptanz und damit auch die Wirtschaftlichkeit der Strecken – wie überall auf Sizilien – erhöht. Derzeit (2012) halten Züge auf dieser Strecke nur noch an den Bahnhöfen Calatafimi und Segesta Tempio.
Von Alcamo kommend erreicht man zunächst den Bahnhof Calatafimi, der beim Bau sehr großzügig bemessen wurde, da hier die Kleinbahn Ferrovia Salemi-Kaggera nach Süden abzweigen sollte, die über Calatafimi (Stadt), Vita und Salemi (Stadt) zum Bahnhof Salemi (heute Salemi-Gibellina) führen sollte, der wieder an der alten FS-Strecke liegt. Diese Kleinbahn wurde zwar erbaut, aber nie in Betrieb genommen.
Der nächste Bahnhof ist Segesta Tempio. Er liegt hinter dem Monte Barbaro, durch den die Strecke mit einem Tunnel führt. Dort steht der nie fertiggestellte, aber sehr gut erhaltene Elymer-Tempel von Segesta und das Theater von Segesta. Der Bahnhof ist etwa eineinhalb Kilometer vom archäologischen Gelände Segesta entfernt.
Am 25. Februar 2013 wurde der Regelbetrieb auf dieser Strecke nach einem Erdrutsch in Folge von Unwettern eingestellt und seitdem (Stand: Juni 2025) nicht wieder aufgenommen. Das Projekt zur Wiederherstellung der Strecke wurde am 13. Februar 2019 abgeschlossen und dem Rat für öffentlichen Arbeiten vorgelegt. Nach Ausschreibung im ersten Quartal 2020 wurde der Zuschlag der Arbeiten am 17. Februar 2022 erteilt, die Arbeiten begannen jedoch erst im Sommer 2024 und sollten voraussichtlich in etwa drei Jahren abgeschlossen sein.
Darüber hinaus wird die Fertigstellung der Elektrifizierung zwischen Cinisi-Terrasini und Trapani mit 85 Millionen Euro (davon 64 Millionen von der PNRR) finanziert – über die direkte Verbindung „via Milo“. Das Projekt erstreckt sich über 87 km und umfasst den Bau von vier neuen Umspannwerken zur Stromversorgung der Züge. Am 7. April 2021 wurde der Antrag beim Umweltministerium eingereicht und die Arbeiten daraufhin von der UVP-Pflicht ausgenommen. Anschließend wurde am 15. Dezember 2022 die Ausschreibung der Arbeiten veröffentlicht; Die Arbeiten begannen im Winter 2025.
Der Hauptvorteil dieser Verbesserungen besteht in einer angenommenen Mindestreisezeit zwischen Palermo und Trapani (über Milo) von 1 Stunde und 30 Minuten mit drei Zwischenstopps, also etwa 50 Minuten weniger als auf der aktuellen Strecke (über Castelvetrano), wodurch der Zug in Konkurrenz zu den aktuellen Busverbindungen treten würde, die etwa 2 Stunden brauchen.